# Mirka Szychowiak

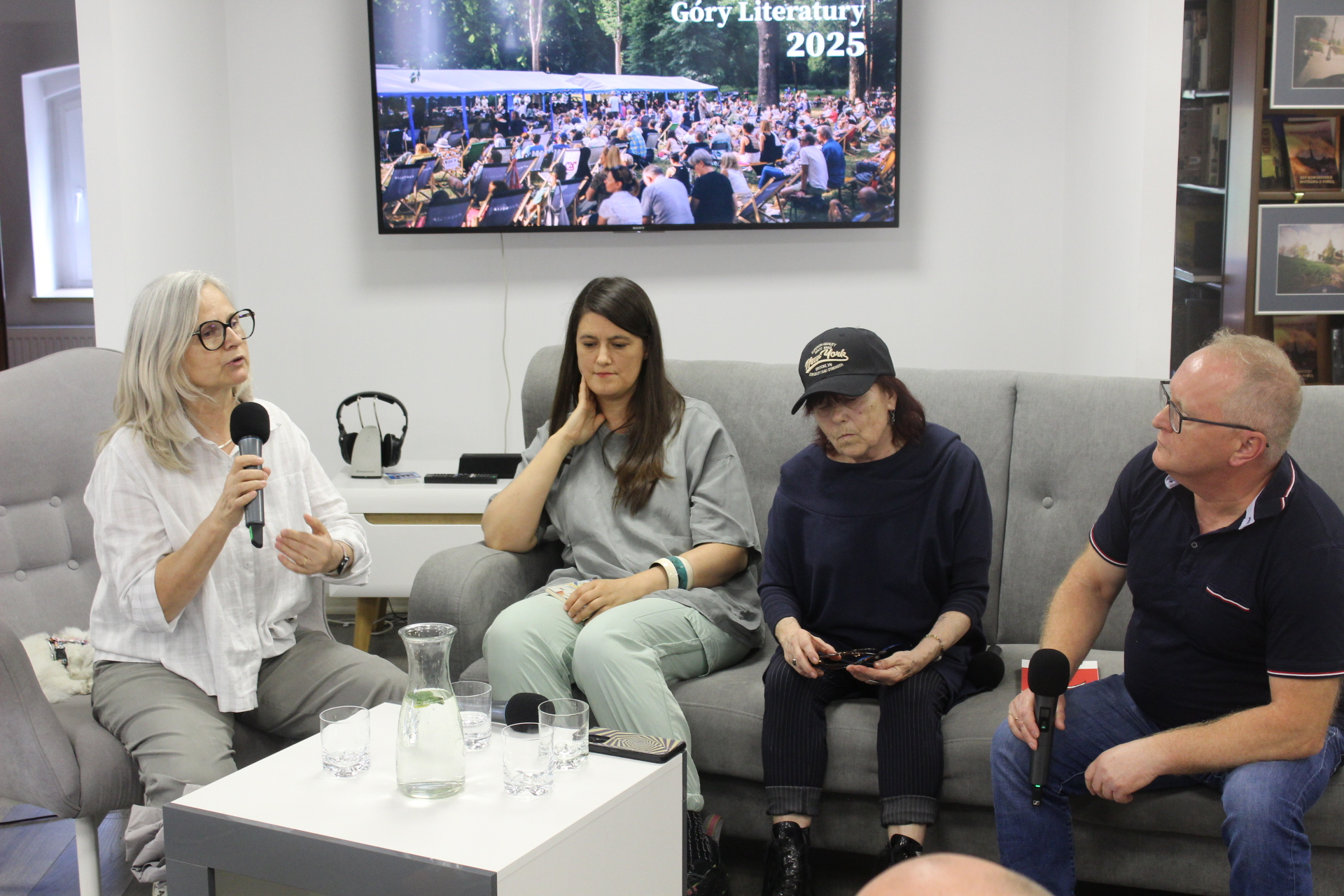
Anna Janko, Bianka Rolando, Mirka Szychowiak, Karol Maliszewski

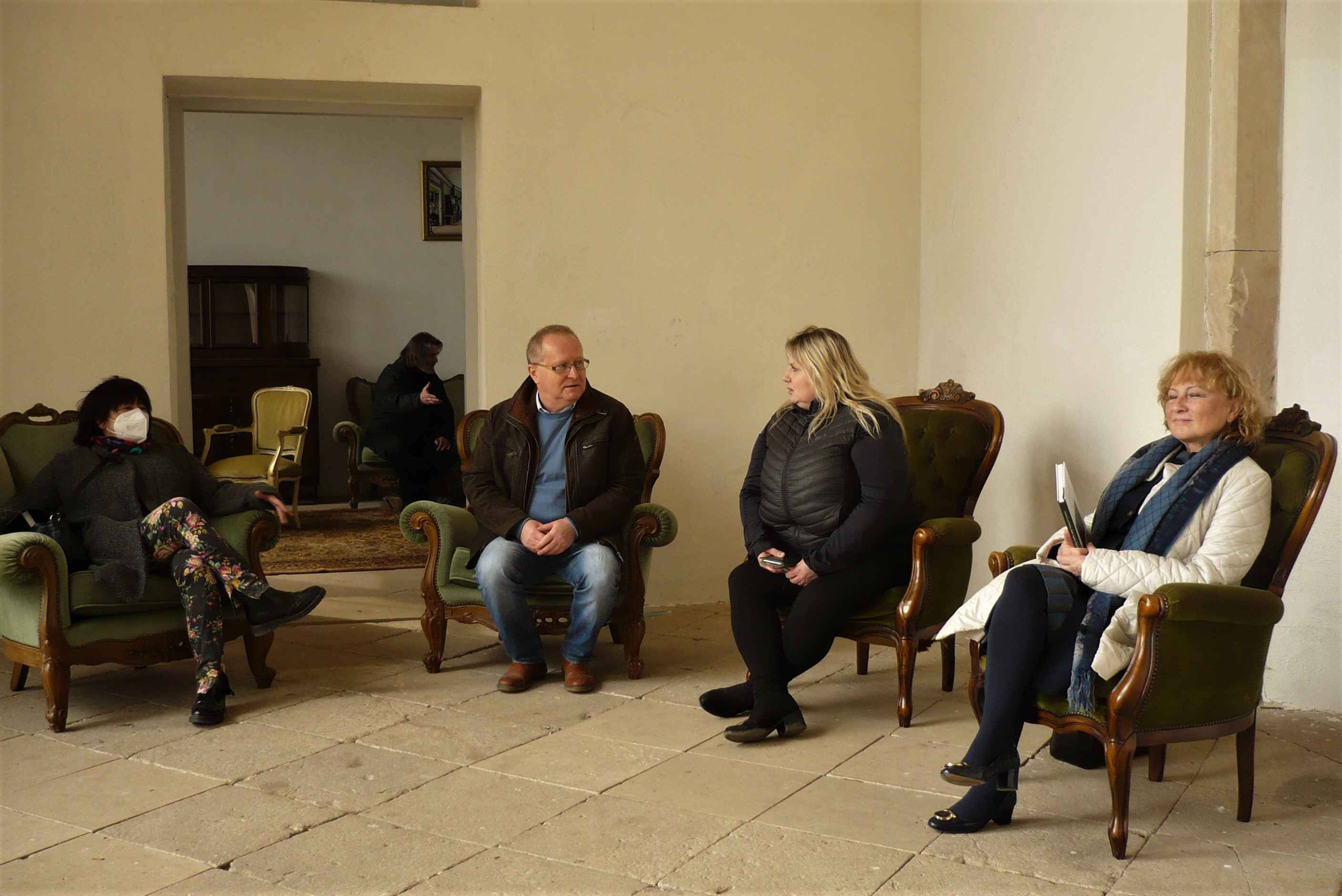
Spotkanie z K. Maliszewskim z okazji wydania „Czarownicy nad Włodzicą”

Mirka (właściwie Mirosława) Szychowiak (ur. 23 lutego 1956) – polska poetka nominowana do Nagrody Literackiej Nike i autorka opowiadań.

## Twórczość
Finalistka X edycji Ogólnopolskiego Konkursu Poetyckiego im. Jacka Bierezina w 2004, wyróżniona w II edycji Ogólnopolskiego Konkursu Literackiego „Złoty Środek Poezji” w 2006 na najlepszy poetycki debiut książkowy roku 2005 za książkę Człap story, laureatka Grand Prix XV Ogólnopolskiego Konkursu Poetyckiego „Malowanie Słowem” w 2010 (nagrodą było wydanie tomiku Proszę nie płakać), laureatka I nagrody XVIII Ogólnopolskiego Konkursu Literackiego „Krajobrazy Słowa” w 2011 (również III nagroda w 2010), nominowana do Nagrody Literackiej „Nike” w 2011 za książkę Jeszcze się tu pokręcę. Nominowana do nagrody głównej XI Międzynarodowego Festiwalu Opowiadania 2015 za opowiadanie pt. Wzgórze Olgi. W 2021 została nominowana do Nagrody im. Wisławy Szymborskiej za tom Uwaga, obiekt monitorowany a w 2025 do Nagrody Poetyckiej im. Kazimierza Hoffmana „Kos” za tom Poza zasięgiem.
We wrześniu 2015 roku ukazał się dwie kolejne książki autorki: tom poetycki Gustaw znikąd oraz debiut prozatorski Gniazdozbiór. W tymże roku Szychowiak została finalistką Międzynarodowego Festiwalu Opowiadania.
Publikowała m.in. w „Odrze”, „Obrzeżach”, „Szafie”, „Trumlu”, „Arkadii”, „Dyskursie”, „Nowej Okolicy Poetów”, „Cegle”, „Undergrunt”, „Arteriach”. Jurorka Ogólnopolskiego Konkursu Poetyckiego „O Granitową Strzałę”. W 2021 wraz z Anną Adamowicz i Agnieszką Kłos była rezydentką mieszkania Wisławy Szymborskiej (nagroda w projekcie rezydencjalnym Wrocławskiego Domu Literatury, Wrocławia Miasta Literatury UNESCO i Fundacji Wisławy Szymborskiej).
Mieszka w Księżycach w województwie dolnośląskim. Jest matką poetki Julii Szychowiak.

## Poezja
Tomiki
- Człap story (Strzeliński Ośrodek Kultury, Strzelin 2005). ISBN 978-83-922818-0-1.
- Jeszcze się tu pokręcę (Instytut Mikołowski, Mikołów 2010). ISBN 978-83-60949-13-9.
- Proszę nie płakać (SAPiK, Szczecinek 2010). ISBN 978-83-61291-10-7.
- Gustaw znikąd (Zaułek Wydawniczy Pomyłka, Szczecin 2015). ISBN 978-83-64346-21-7.
- Jakie to życie jest krępujące (Fundacja Duży Format, Warszawa 2016). ISBN 978-83-64530-41-8.
- Trzeci migdał (Wydawnictwo j, Wrocław 2018), ISBN 978-83950954-0-5.
- Uwaga, obiekt moinitorowany (Wydawnictwo j, Wrocław 2020)
- Kup mi las (papierwdole, 2021)[13]
- Poza zasięgiem (Wydawnictwo Anagram, 2024)

Antologie
- Anthologia #2. New Polish Poets (Zeszyty Poetyckie i OFF Press, Londyn 2011) – antologia dwujęzyczna pod red. Dawida Junga i Marcina Orlińskiego, przekład na j. ang. Marek Kaźmierski, ISBN 978-0-9563946-3-7[14][15]
- Rozkład jazdy: 20 lat literatury Dolnego Śląska po 1989 roku (Fundacja im. Tymoteusza Karpowicza, Wrocław 2012)
- Warkoczami. Antologia nowej poezji (Staromiejski Dom Kultury, Warszawa 2016), red. Joanna Mueller, Sylwia Głuszak, Beata Gula
- Nielegalny prąd – dwujęzyczna antologia wierszy wrocławskich i podwrocławskich w wyborze Jacka Bieruta (w języku polskim i ukraińskim)
- 111. Antologia Babińca Literackiego 2016–2019 (Fundacja Duży Format, Warszawa 2020)

## Opowiadania
- Gniazdozbiór (Me-Komp, Warszawa 2015). ISBN 978-83-931265-6-9.

antologie:
- Obiecaj (Wydawnictwo Igloo, Wrocław 2015) – antologia XI Międzynarodowego Festiwalu Opowiadania pod red. Dariusza Sośnickiego[16]